# Moctezuma Xocoyotzin
Moctezuma Xocoyotzin (v nahuatl Motēcuhzōma Xōcoyōtzin; AFI [moteːkʷ'soːma ʃoːko'joːtsin]: Moctezuma mlajši) ali Moctezuma II. (1466–29. junij 1520) je bil huey tlatoani (veliki govornik) – izraz, ki so ga Azteki uporabljali za svoje vladarje – med letoma 1502–1520. Danes se najpogosteje uporablja ime Moctezuma, sicer pa številni zgodovinski viri iz 16. in 17. stoletja navajajo ime Motecuhzoma. Menih Bernardino de Sahagún je uporabljal dve obliki imena, ki sta bliže izvirniku: Motecuçoma in Motecuhzomatzin, saj se je za izkazovanje vljudnosti in spoštovanja do vladarja, predvsem ko se ga je neposredno ogovorilo, pogosto dodajala končnica -tzin (obrazilo za izražanje spoštovanja v nahuatl). V svojem delu Hernán Cortés ga Salvador de Madariaga poimenuje Moteczuma.
Diego Muñoz Camargo je v svojem delu La Historia de Tlaxcala zapisal, da »ime Moctheuzomatzin dobesedno pomeni podarjeni gospod; v širšem smislu pa označuje gospoda, ki je nad vsemi ostalimi in največji med vsemi, ki je resen in strog ter moški poguma in besa, ki se hitro razjezi tudi v manj pomembnih okoliščinah.«
Raziskovalci jezika nahuatl, med njimi Motolinía, Torquemada, Betancourt in Sigüenza, so že v 16. stoletju zavrnili pomen podarjeni gospod, saj so sklepali, da Moctheuzomatzin dejansko pomeni »besen in strog ter premišljen in resen moški, ki izžareva strah in spoštovanje«.
Vrstni števnik za imenom se je začel uporabljati v današnjem času za razlikovanje med njim in njegovim soimenjakom, ki je bil prav tako huey tlatoani, Moctezuma Ilhuicamina (Moctezuma I.), ki so ga kronisti ameriških staroselcev imenovali tudi Huehuemotecuhzoma ali Moctezuma starejši.

## Življenje
Moctezuma Xocoyotzin, sin Axayácatla in hčere Nezahualcóyotla Izelcoatzine, je bil od leta 1502 vse do prihoda Špancev leta 1520 vladar azteškega mesta Tenochtitlan, njegova oblast pa je segala tudi na območje mest Texcoco in Tlatelolco. Izvoljen je bil po smrti Ahuízotla, ki je umrl med poplavami leta 1502. Izvoljen je bil za visokega svečenika, bil pa je tudi izkušen vojščak, saj je bil v času Ahuízotlovih vojaških pohodov tlacochcálcatl oziroma vojaški vodja. Po izvolitvi je odločno vladal in vpeljal mehanizme, s katerimi je skoncentriral vso oblast v svoje roke. Ko je pridobil neomejeno oblast, je Moctezuma razdelil imperij na več provinc in ustanovil močno centralno administracijo ter uzakonil davčni sistem. Ob prevzemu oblasti je bilo število altépetl, zemljiških posesti, ki so bile obdavčene, visoko, vendar pa so bile razpršene na velikem območju, ki je vsebovalo tudi ozemlje sovražnikov Tlaxcala, nekaj zemljiških posesti na območju Xoconochco in ozemlje ljudstva Purépachas, zato je usmeril delovanje vojske k podreditvi teh območij, kar mu ni nikoli dokončno uspelo.

### Opis zunanjosti
Na podlagi zgodovinskih virov iz 16. stoletja je možno opisati Moctezumovo zunanjost, opisi njegovih osebnih značilnosti pa so si nasprotujoči, saj po nekaterih trditvah naj ne bi želel postati tlatoani.
»Bil je suh, zlate polti, tako kot vsi pripadniki njegovega ljudstva. Imel je dolge lase, zelo črne in svetlikajoče, ki so segali skoraj do ramen. Imel je zelo redko brado s črnimi dlakami skoraj tako dolgimi kot razdalja med palcem in kazalcem. Imel je črne oči in resen pogled, ki je vabil k ljubezni in spoštovanju. Bil je močan moški, vitek in lahek. Bil je spreten lokostrelec, plavalec in dober v vojaških nalogah. Bil je zelo strikten pri izvajanju zakonov. To je počel, da bi bil ljubljen in da bi se ga bali, saj so mu tako svetovali njegovi predhodniki, tako kot je to vedel iz lastnih izkušenj. Poznal je položaj svojih vazalov, tako da je vedel, da ne morejo biti vodeni in obvladovani z zakoni, temveč s strogostjo in resnostjo.«
—Francisco Cervantes de Salazar v Crónica de la Nueva España.
Bernal Díaz del Castillo ga je v svoji kroniki opisal kot moškega starega okoli štirideset let, primerne telesne višine, sorazmerne suhe postave in ne preveč temne polti; srednje dolgi lasje so mu pokrivali ušesa, imel je črno redko brado, vesel obraz ter izrazite oči, ki so izžarevale ljubezen. Skrbel je za čistočo in se vsak večer umival, nikoli ni nosil iste obleke dva dni zapored. Imel je veliko ljubimk in dve poglavarki, ki sta bili njegovi zakoniti soprogi, ni pa prakticiral sodomije. Njegovo spremstvo je bilo sestavljeno iz dvestotih članov, ki so živeli v sosednjih sobah in so se morali sezuti, ko so ga obiskali, naslavljati pa so ga morali z besedami Gospod, moj gospod, moj veliki gospod, pri tem mu niso smeli kazati hrbta, gledati so morali v tla.

### Vladarjeve pristojnosti
Reforme, ki jih je izvedel Itzcóatl in njegov cihuacóatl Tlacaélel, so obsegale posebna pravila obnašanja do vladarja, ki so skoraj povsem izključevala možnost, da bi ga navadno ljudstvo videlo, celo njegovemu ožjemu krogu služabnikov je bilo prepovedano z njim vzpostaviti očesni stik. V pogovorih z vladarjem pa so morali govoriti potiho ter bosi vstopati v njegove osebne prostore, prav tako v prostor, kjer se je nahajal icpalli (vladarski prestol). Kot poglavar najmogočnejše države pozne poklasike je moral skrbeti za vzdrževanje dvorskega, državnega in pa tudi univerzalnega reda. Verstva v Mezoameriki, ki so bila uveljavljena v okviru političnega režima zuyuano, so omogočala enačenje vsakogar s pol božanstvom, saj se je lahko vsaka oseba z božjim vplivom spremenila v božjo posodo na zemlji, delovanje boga pa se je nato kazalo v naravnih telesnih procesih, kot so bolezni, duševna stanja, ter v posameznikovi sreči ali nesreči. V skladu s tem je mladi izbranec po dolgem procesu priprav, ki so vključevale post ter pridobivanje znanj in vedenj, postal novi huey tlatoani; izročeno mu je bilo vladarjevo orožje, hkrati pa so mu pripisali lastnosti boga zaščitnika Huitzilopochtli, kot novi voditelj pa je imel nalogo zagotavljati nadaljevanje obstoja samega sveta, ščititi zemeljski in nebesni red, ki je temeljil na tlatocayotl, najvišjem podedovanem znanju totlecov, ki je bilo skupek vseh znanj, ki so se prenašala iz roda v rod pri vseh mezoameriških ljudstvih.

## Vojaški pohodi
Leta 1503 je Moctezuma Xocoyotzin osvojil Achiotlan v provinci Oaxaca. Do leta 1504 je bil dokončan tempelj Ehécatl (nekateri viri ga imenujejo Centéotl).
Po obdobju lakote leta 1505 je ponovno začel organizirati vojaške pohode in leta 1506 osvojil Yanhuitlan in Zozollan, istega leta je dal zgraditi monolit Teocalli de la Guerra Sagrada ter odobril zadnjo fazo gradnje velikega templja (Templo Mayor) v obliki, kot so jo odkrili Španci.
Leta 1507 je dal narediti umetna jezera ob griču Chapultepec. Istega leta je osvojil Teuctepec. Konec leta je potekala veličastna slovesnost Fuego Nuevo (novi ogenj), ki je bila najveličastnejša do tedaj.
Od leta 1508 do 1513 je napadal Huexotzinco ter z napadi oslabil tudi Cholollan; leta 1510 je osvojil Amatlan, leta 1511 pa je sestavil številčno vojsko, s pomočjo katere si je podredil Tlachquiyauhco, Icpactepec, Nopallan, Izquixochitepec, ki so ležali na jugu osrednjega dela pokrajine Oaxaca. Po osvojitvi mestnih držav Chichihualtatacallan leta 1512, Alotepec leta 1513, Cuezcomaixtlahuacan leta 1514 in Iztactlalocan leta 1515 je bilo zadnje neosvojeno mesto, ki bi mu zagotovilo popolno nadvlado nad celotnim območjem, Tototepec. Zato je poskušal razbiti zavezništvo med ljudstvoma Tlaxcaltecas in Mixtecos, da bi si nato lahko podredil še Tlaxcallan. Mestna država Cholollan je bila nepripravljena za vojskovanje, zato so Azteki, ki so že imeli nadvlado nad ljudstvom Acolhuas (ki jim je bil po smrti Nezahualpillija leta 1515 vsiljen nov tlatoani Cacamatzin), leta 1517 izkoristili še trenutek slabosti mesta Huexotzinco in osvojili oba mesta, s čimer so si že skoraj zagotovili nadvlado nad največjim sovražnikom. Do tega trenutka je Moctezuma osvojil že 48 glavnih mest različnih ljudstev in vsaj 450 naselij.

## Delovanje med konkvisto

### Znaki
V skladu z legendo je v desetletju pred prihodom španskih konkvistadorjev osem znakov napovedalo propad azteške države:
- 1. Na nebu se je ponoči prikazala ognjena črta, po vsej verjetnosti je šlo za komet.
- 2. Tempelj v mestu Huitzilopochtli je pogorel do tal; voda, s katero so skušali pogasiti ogenj, pa je še povečala obseg požara.
- 3. V tempelj v mestu Xiuhtecuhtli je udarila strela, ne da bi pred tem zagrmelo.
- 4. Medtem ko je sijalo sonce, je iz smeri od zahoda proti vzhodu padel ogenj z dolgim repom, ki se je razdelil na tri dele; slišati je bilo hrup, ki je spominjal na cingljanje zvončkov.
- 5. Zaradi vetra je zgledalo, kot da bi voda jezer zavrela; del mesta Tenochticlan je poplavilo.
- 6. Slišati je bilo jokajočo žensko, ki je pela pogrebno pesem Aztekom. Šlo naj bi za Cihuacóatl, kasneje bolj znano kot La Llorona (jokajoča ženska), ki jo je boginja Coatlicue poslala, da bi svojim sinovom naznanila uničenje in smrt.
- 7. Ulovili so nenavadnega ptiča, ki je bil podoben žerjavu. Ko je Moctezuma Xocoyotzin pogledal v njegove zenice, je lahko v njih videl neznane može, ki se vojskujejo in jezdijo na živalih, podobnim jelenom.
- 8. Čudni ljudje z enim telesom in dvema glavama, podobni pohabljenim pošastim, so se prikazovali Moctezumi, nato pa so izginili (verjetno je šlo za može, ki so jezdili konje).[6]

### Prvi kontakt s Španci
Spomladi leta 1519 je bil Moctezuma obveščen o prihodu tujih mož na vzhodno obalo današnje Mehike, točneje na plažo Chalchihuecan v današnji provinci Veracruz. Moctezuma je poslal odposlance, ki jim je predsedovalo pet pripadnikov azteškega plemstva, da bi raziskali zadevo. Odposlanci so v skladu z njegovimi natančnimi navodili nosili tri vrste okrasov, ki so bili povezani s tremi božanstvi: Tezcatlipoca, Tláloc in Quetzalcóatl. Moctezuma je namreč verjel, da se je uresničila prerokba, po kateri naj bi iz vzhoda prišli beli možje z bradami in da je Cortés povezan z božanstvom Quetzalcóatl. S tem, ko bi mu Španec dovolil, da bi ga okrasili, bi se prerokba izkazala za resnično, saj si nihče drug brez dovoljenja boga Quetzalcóatla tega ne bi upal storiti. Cortés je po spletu okoliščin privolil, da so ga oblekli v Quetzalcóatlova oblačila in okrasje. Prestrašen, da bi se Španci približali, jim je Moctezuma poslal bogata darila, vendar so ravno ta povečala njihov pohlep. Nadaljnja srečanja s Španci so pripeljala do novih naključij, ki jih je bilo možno interpretirati kot uresničitev prerokb in božje volje (zarjavela vojaška čelada, ki jo je Cortés poslal, da bi jo napolnili z zlatom, je bila identična kosu oblačila boga Huitzilopochtli), zaradi česar se je Moctezumov strah še povečal. Potem, ko so se Španci povezali z ljudstvom Tlaxcaltecas in zmagali v bitki v mestu Cholula, je Moctezuma poslal posebnega odposlanca Cihualpopoca ali Tzihualpopoca, ki se je predstavljal kot Moctezuma, vendar pa je Cortés prevaro s pomočjo informacij, ki so mu jih posredovali njegovi novi zavezniki Tlaxcaltecas, odkril. Prvič se je Moctezuma srečal s Cortésom 8. novembra 1519; prepričan je bil, da gre za boga in svečenika Quetzalcóatl.
Moctezuma Xocoyotzin je moral popustiti pred vsemi Cortésovimi zahtevami, saj ni imel dovolj vojakov, s katerimi bi se mu lahko postavil po robu. Cortésa je namreč spremljalo 400 mož s 40 konji, poleg tega pa še 3000 zaveznikov pripadnikov ljudstva Tlaxcaltecas. Po prihodu v Tenochtitlan so bili nastanjeni v razkošni palači Axayácatl. Španci so podobe azteških bogov porušili in jih zamenjali s krščanskimi, počistili so kri na žrtvenikih in prepovedali nadaljnjo žrtvovanje ljudi bogovom. Azteki so Špancem dali v dar ogromno predmetov, predvideva se, da so jim v tem času izročili tudi Moctezumovo naglavno okrasje iz perja, ki se danes hrani v dunajskem muzeju v Avstriji. Moctezuma je privolil, da so ga krstili in razglasili za služabnika Španije, kjer še vedno živijo njegovi potomci, grofje Miravalle in vojvode Moctezuma. Drugi viri navajajo, da naj ne bi bil nikoli krščen in da je bil zgolj ujetnik Špancev.

### Smrt
Obstajajo različne verzije o Moctezumovi smrti. V nekaterih delih različnih španskih avtorjev naj bi 29. junija 1520 Moctezuma iz balkona svoje palače skušal umiriti upor in ukazal svojim privržencem, naj se umaknejo. Ljudstvo, zgroženo nad Moctezumovo zahtevo, je domnevalo, da je njihov voditelj sklenil zavezništvo s Španci, zato so vanj začeli metati kamenje in sulice, ki so ga smrtno ranile. Umrl naj bi kmalu zatem zaradi udarca v glavo.
Bernal Díaz del Castillo poroča, da so bili Španci izčrpani po večdnevnih bojih v mestu Tenochtitlan, saj so bili številčno nadvladani, zaradi česar so utrpeli veliko izgub, poleg tega jim je bil otežen odhod iz mesta, saj je le-to ležalo na laguni in je bilo obkroženo z vodo; ceste, ki so vodile iz njega so imele številne mostove, ki so bili dvignjeni, kar je onemogočalo izhod iz mesta. Moctezuma je v spremstvu vojakov, ki so ga varovali, stopil na balkon, da bi nagovoril ljudstvo in se poskušal pogoditi o odhodu Špancev iz mesta. Z njegovim posredovanjem so se boji končali, sporočili pa so mu, da je bil Cuitláhuac imenovan za novega poglavarja in da Špancem ne bo dovoljeno zapustiti mesta, saj si zaslužijo smrt. Prosili so ga odpuščenja in mu izkazali spoštovanje, vendar so nato vanj začeli metati kamne in sulice, saj so se španski vojaki, ki so ga sprva branili s ščiti, odmaknili takoj zatem, ko so se med njegovim govorom upori končali. Vanj so vrgli tri kamne, ki so ga ranili v glavo, roko in nogo. Umrl je v prostorih, kjer so bili nastanjeni Španci, usoden je bil udarec v glavo. Díaz del Castillo je zapisal:
»Cortés je jokal za njim in vsi naši kapetani; vojaki in možje so bili med nami, ki so ga poznali; žalovalo se je za njim tako, kot da bi bil naš oče, in ni se za čuditi temu, saj je bil dober človek. Govorilo se je, da je vladal sedemnajst let in da je bil najboljši kralj, ki ga je kadarkoli Mehika imela in da mu je uspelo premagati vse izzive na ozemljih, ki jim je vladal.«
Díaz del Castillo je povzel tudi pričevanje meniha, ki je spremljal Moctezumo in kateremu so očitali, da ga ni pokristjanil pred smrtjo. Menih je bil prepričan, da ni možno, da bi Moctezuma umrl zaradi ran, temveč da mu je nekdo pomagal storiti samomor s substanco, ki je ohromila njegove vitalne telesne funkcije.
Gómara poroča, da naj bi Moctezuma pred smrtjo zaprosil, naj ga krstijo, vendar pa sam Hernán Cortés tega ne omenja, medtem ko poznejši kronisti, med njimi Cervantes de Salazar, Herrera in Solísta, poročajo o dogodku. Cortés v svojem delu Cartas de relación trdi, da je Moctezuma umrl zaradi udarca s kamnom, ki ga je vrgel »eden izmed njegovih«. Tudi menih Francisco Aguilar, ki je bil prav tako navzoč dogodkom, trdi, da je Moctezuma umrl zaradi udarca s kamnom, ki ga je vrgel eden od Aztekov.
Po pričevanju samih Aztekov pa naj bi bil Moctezuma že mrtev, ko so ga zvlekli na balkon. Različica iz tlaltelolcaških virov, ki jo je zbral Bernardino de Sahagún, pravi, da so bili Španci navdušeni nad nakitom in zlatom, ki jih je nosilo plemstvo med proslavljanjem najpomembnejšega azteškega praznika Tóxcatl. Za praznovanje le-tega so prosili Špance za dovoljenje. Španci so prošnjo odobrili pod pogojem, da udeleženci na praznovanje ne pridejo oboroženi. Na vrhuncu praznovanja so Španci zaprli vse izhode dvorišča in pobili vse udeležence, ki jih je bilo skoraj 1000, večinoma so bili to plemiči. Dogodek je znan kot poboj Tóxcatla. Ljudstvo se je uprlo, Moctezuma Xocoyotzin pa je postal ujetnik Špancev. Sahagún je zapisal, da so Španci vse pripadnike azteškega plemstva, potem ko so postali za njih nepomembni, pobili, njihova trupla pa odvrgli na cesto. Med njimi je bilo tudi Moctezumovo truplo, na katerem so bile vidne rane povzročene z mečem.
Menih Diego Durán v svojem delu Historia de las Indias de Nueva España e Islas de Tierra Firme navaja pričevanja staroselcev, po katerih naj bi bilo po izgonu Špancev iz mesta najdeno Moctezumovo truplo, ki je imelo pet vbodnih ran na prsih in verigo ovito okoli nog. Durán trdi, da je Moctezuma po izgubi vsakršne avtoritete postal za Špance povsem nepomemben.
Kljub temu je smrt zaradi udarca s kamnom s strani njegovih podanikov po mnenju večine zgodovinarjev najverjetnejša.
Po smrti so Moctezumovo truplo predali Apanécatlu, ki ga je odnesel v mesta Huitzillan, Necatitlán in Tecpanzinco, od koder so ga izgnali. Šele v mestu Acatliyacápan so truplo sprejeli in ga upepelili. Truplo poglavarja Itzquauhtzin je bilo odpeljano s kanujem v Tlatelolco.
30. junija 1520 je bila med begom pobita skoraj polovica španskih vojakov, poleg tega so Španci izgubili skoraj vso ukradeno zlato. Zateči so se morali k zaveznikom Tlaxcaltecas. Medtem je bil za novega vladarja izbran Cuitláhuac, ki je postal Moctezumov naslednik.

## Potomstvo
Moctezuma II. je imel ogromno žena in priležnic, s katerimi je imel veliko število otrok. Po poročanju španskega kronista naj bi imel v času, ko je postal ujetnik Špancev, več kot stoterico potomcev, medtem ko je bilo petdeset njegovih žena in priležnic nosečih, verjetno pa so tej podatki nekoliko pretirani. Azteška kultura je razlikovala med različnimi ženami in priležnicami, tako da niso imele vse enakega socialnega položaja.
Najljubši sin je bil Chimalpopoca, ki je bil imenovan za njegovega naslednika. Ker je bil Cortésov ujetnik, je moral zapustiti mesto Tenochtitlán skupaj s Španci, umrl je med tako imenovano la Noche triste (noč žalosti). Kljub temu so nekateri njegovi potomci preživeli.
Od preživelih hčera je bila najpomembnejša Tecuichpo Ixcaxochitzin. Sprva je bila nevesta svojega strica Cuitláhuaca, nato pa Cuauhtémoca. Po njegovi smrti so jo Španci krstili in preimenovali v Isabel de Moctezuma. Na zahtevo Cortésa se je še trikrat poročila, vsakič s Špancem, s katerimi je imela skupaj šest zakonskih otrok, tako deklic kot fantkov; deklico Leonor Cortés Moctezuma, ki jo je imela s samim Cortésom, ni želela priznati. Bila je zakonita naslednica Moctezume, zato je dobila ozemlje Tlacopan, največje v dolini Anáhuac. Umrla je leta 1551. Kraljevina Španija je dodelila njenim potomcem plemiški naziv grofje Miravalle.
Med njegovimi sinovi, ki so preživeli konkvisto, je bil najpomembnejši Tlacahuepantzin Yohualicahuacatzin, ki so ga pokristjanili in nato poimenovali Pedro de Moctezuma. Umrl je leta 1570, pokopan je v cerkvi Santo Domingo v Ciudad de Mexico. Eden izmed njegovih sinov Ihuitemotzin, poznan tudi kot Diego Luis de Moctezuma, je bil prepeljan po ukazu kralja Felipe II. v Španijo, kjer se je poročil s plemkinjo Francisco de la Cueva y Valenzuela. Od tega trenutka celotno Ihuitemotzino potomstvo izvira iz Španije. Med njimi je potrebno omeniti Pedra Tesifóna de Moctezuama, ki se je rodil v Guadixu. Ihuitemotzin je umrl v Valladolidu leta 1606, Felipe IV. mu je leta 1624 dodelil plemiški naziv grof. Plemiški naziv še danes obstaja v Španiji pod imenom Ducado de Moctezuma de Tultengo.
Med preživelimi hčerami je bila tudi Xipaguatzin, krščena kot María de Moctezuma. Njen mož je bil Juan de Grau Ribó, baron iz mesta Toloríu (Katalonija), ki je skupaj s Cortésom sodeloval pri osvojitvi Tenochtitlána. Skupaj sta odpotovala v Toloríu, kjer je leta 1537 umrla.
Po mnenju mehiške zgodovinarke Blance Barragán Moctezuma, ki je tudi sama potomka poglavarja, živi trenutno v Mehiki 600-700 potomcev Moctezume II., v Španiji pa okoli 350. Od teh nimajo vsi plemiškega naziva.

## Odmevi
Moctezuma je osrednja tema različnih del:
- Carl Heinrich Graun: Montezuma (1755)
- Antonio Vivaldi: Motezuma (1733)
- Gian Francesco de Majo: Motezuma (1765),
- Mattia Venlo: La conquista del Messico (London, 1767)
- Jan Myslivecek: Montezuma (Praga, 1771)
- Giovanni Paisiello: Montezuma (Rim, 1772)
- Baldassare Galuppi: Montezuma (Benetke, 1772)
- Antonio M. G. Sacchini: Montezuma (London, 1775)
- Pasqual Anfossi: Montezuma (Reggio Emilia, 1776)
- Giacomo Insanguine: Montezuma (Torino, 1780)
- Nicola Antonio Zingarelli: Montezuma (Neapelj, 1781)
- Giuseppe Giordano: Fernando Cortez o la conquista del Messico (1789)
- Giuseppe Mugens: Fernando Cortez o la conquista del Messico (Firence, 1789)
- Marco Antonio Portugal: Fernando Cortez o la conquista del Messico (Benetke)
- Gasparo Spontini: Fernan Cortez où la conquête du Mexique (Pariz, 1809)
- Roger Sessions: Montezuma (Berlin, 1964)
- Wolfgang Rihm: Die Eroberung von Mexico (1987/91)
- Gonzalo Suárez: La noche y la palabra (Madrid, 2004)
- Lorenzo Ferrero: La conquista (Praga, 2005)
- Fallender Adler de Bernhard Lang: Montezuma (Mannheim, 2010)